# Mavra
Mavra (título original en ruso, Мавра) es una ópera cómica en un acto con música de Ígor Stravinski y libreto en ruso de Borís Kojnó, basada en La casita de Kolomna de Pushkin. 
Es una de las primeras obras del período neoclásico de Stravinski. Está formada por dos arias, un dúo y un cuarteto interpretado por un reparto de cuatro personajes. La ópera se ha caracterizado como un homenaje a los escritores rusos y una sátira de las costumbres burguesas y el subgénero romántico Romeo y Julieta.  Philip Truman también ha descrito la música como una sátira de la ópera cómica del siglo XIX.  Dedicó la partitura a Piotr Chaikovski.
Mavra se estrenó en París el 3 de junio de 1922, representada bajo los auspicios de los Ballets Rusos de Serguéi Diáguilev, con Oda Slobodskaya formando parte del reparto original. La ópera fue un fracaso en el estreno, en parte debido al gran espacio de la Ópera de París superado por la pequeña escala de la ópera.
El propio Stravinski pensaba muy bien de esta composición, diciendo que "Mavra me parece la mejor cosa que he compuesto". Erik Satie alabó la obra después del estreno. El propio Stravinski reaccionó con hostilidad a la gente que la criticó en años posteriores.
La primera aria de la obra fue objeto de un arreglo para violonchelo y piano, y grabada con Mstislav Rostropóvich bajo el título "Canción rusa".
Esta ópera rara vez se representa en la actualidad; en las estadísticas de Operabase aparece con sólo 6 representaciones en el período 2005-2010.

## Personajes
| Personaje        | Tesitura      | Reparto el 3 de junio de 1922 Director: Gregor Fitelberg |
| ---------------- | ------------- | -------------------------------------------------------- |
| Parasha          | soprano       | Oda Slobodskaya                                          |
| Madre de Parasha | contralto     | Zoïa Rosowska                                            |
| La vecina        | mezzo soprano | Yelena Sadoven                                           |
| Húsar/Cocinera   | tenor         | Stefan Belina-Skupevsky                                  |